# Ron Howard
Ron William Howard (født 1. marts 1954 i Duncan, Oklahoma, USA) er amerikansk filminstruktør.
Han har bl.a. instrueret Da Vinci Mysteriet (2006), Et smukt sind (2001), Apollo 13 (1995) og Løsepenge (1996).

## Filmografi
- Rush (2013)
- Da Vinci Mysteriet, instruktion, (2006)
- Peter Pedal, produktion, (2006)
- Cinderella Man, produktion, intruktion, (2005)
- Inside Deep Throat, produktion, (2005)
- The Alamo, produktion, (2004)
- The Missing, instruktion, (2003)
- D-Tox, produktion, (2001)
- Et Smukt Sind, produktion, instruktion (2001)
- Osmosis Jones, skuespil, (2001)
- Grinchen - Julen er stjålet, produktion, instruktion, (2000)
- EDtv, produktion, instruktion (1999)
- Løsepenge, instruktion (1996)
- Apollo 13, instruktion, (1995)
- Før Deadline, instruktion, (1994)
- Far and Away, instruktion, produktion, manuskript (1992)
- Flammehav, instruktion, (1991)
- Hele den pukkelryggede familie, instruktion, (1989)
- Willow, instruktion, (1988)
- Koks i kølerhjelmen, instruktion, manuskript, (1986)
- Cocoon, instruktion, (1985)
- Splash, instruktion, (1984)
- Natholdet, instruktion, (1982)
- More American Graffiti, skuespil, (1979)
- Grand Theft Auto, Film manuskript, (1977)
- Eat My Dust!, skuespil, (1976)
- Run, Stranger, Run, skuespil, (1976)
- Seksløberen der blev tavs, skuespil, (1976)
- Happy Mother's Day... Love George, skuespil, (1973)
- Sidste nat med kliken, skuespil, (1973)
- Sheriffen kommer til Jackson Hole, skuespil, (1971)
- Village of the Giants, skuespil, (1965)
- Far, find dig en kone, skuespil, (1962)
- The Music Man, skuespil, (1962)

## Ekstern henvisning
- Wikimedia Commons har flere filer relateret til Ron Howard
- Ron Howard på Internet Movie Database (engelsk)
- Ron Howard på Filmdatabasen
- Ron Howard på Scope
- Ron Howard på Svensk Filmdatabas (svensk)
- Ron Howard på AlloCiné (fransk)
- Ron Howard på AllMovie (engelsk)
- Ron Howard på Turner Classic Movies (engelsk)
- Ron Howard på Rotten Tomatoes (engelsk)
- Ron Howard på The Movie Database (engelsk)
- Ron Howard på Encyclopædia Britannica Online (engelsk)

| Priser                                    | Priser                                             | Priser                                      |
| ----------------------------------------- | -------------------------------------------------- | ------------------------------------------- |
| Foregående: Steven Soderbergh for Traffic | Oscar for bedste instruktør 2001 for Et smukt sind | Efterfølgende: Roman Polanski for Pianisten |